# Підземелля (фільм)
Підземелля (англ. The Underground) — американський бойовик 1997 року.

## Сюжет
Поліцейський Брайан Доннеган і його напарник, розлідують вбивство репера, якого вбив мафіозі на призвисько Пес. Проте під час чергової перестрілки за участю підозрюваних, напарник Брайана гине. Доннеган переслідує злочинця небезпечними районами Лос-Анджелеса і Лас-Вегаса.

## У ролях
- Джефф Фейгі — Брайан Доннеган
- Грегорі Скотт Каммінс — Сінгер
- Віллі С. Карпентер — Пес
- Майкл Макфол — Кларенс Міллс
- Деббі Джеймс — Кенді Доннеган
- Кеннет Тайґар — Тім Скаллі
- Джілліан Маквіртер — Люсі
- Брайон Джеймс — капітан Гілтон
- Джастерео Ковіаре — містер Тріт
- Тім Колсері — Палконе
- Дерті Ред — репер 1
- Шашйем Біловед — репер 2
- Томмі Постер — Аморе
- Базз Бельмондо — фотограф
- Сімба Сміт — репортер